# Veronica acinifolia
Espèce
Classification phylogénétique
La Véronique à feuilles de calament (Veronica acinifolia) est une plante herbacée de la famille des Scrofulariacées. Elle est parfois appelée Véronique à feuilles de calament acinos.

## Description

### Caractéristiques
- Organes reproducteurs
  - Couleur dominante des fleurs : bleu
  - Période de floraison : avril-juillet
  - Inflorescence : fleur solitaire latérale
  - Sexualité : hermaphrodite
  - Ordre de maturation :
  - Pollinisation : entomogame, autogame
- Graine
  - Fruit : capsule
  - Dissémination : épizoochore
- Habitat et répartition
  - Habitat type : tonsures hygrophiles européennes
  - Aire de répartition : européen central

Données d'après : Julve, Ph., 1998 ff. - Baseflor. Index botanique, écologique et chorologique de la flore de France. Version : 23 avril 2004.